# Univerza v Uppsali
Univerza v Uppsali (švedsko Uppsala universitet) je javna univerza s sedežem v mestu Uppsala na Švedskem. Ustanovljena je bila leta 1477 in je najstarejša univerza na Švedskem in v nordijskih državah, ki še vedno deluje.
Univerza, prvotno ustanovljena v 15. stoletju, je postala pomembna med vzponom Švedske kot velesile konec 16. stoletja, nato pa je z veliko donacijo kralja Gustava Adolfa v začetku 17. stoletja dobila relativno finančno stabilnost. Uppsala ima tudi pomembno zgodovinsko mesto v švedski nacionalni kulturi in identiteti švedskega establišmenta: v zgodovinopisju, religiji, literaturi, politiki in glasbi. Številni vidiki švedske akademske kulture na splošno, kot je bela študentska kapa, izvirajo iz Uppsale. Z Univerzo v Lundu in Univerzo v Helsinkih si deli nekatere posebnosti, kot je sistem študentskega naroda.
Je najprestižnejših univerz v Severni Evropi, spada v skupino evropskih univerz v Coimbri in v Ceh evropskih raziskovalno intenzivnih univerz. Na več mednarodnih lestvicah se je uvrstila med 100 najboljših univerz na svetu.
Sestavlja jo devet fakultet, razdeljenih na tri disciplinarna področja: humanistika in družboslovje, medicina in farmacija ter znanost in tehnologija. Leta 2020 je imela približno 52.000 registriranih študentov na dodiplomskem in podiplomskem študiju ter 2200 doktorskih študentov.

## Zgodovina

### 15. stoletje: Izvor
Kot večina srednjeveških univerz je tudi Univerza v Uppsali sprva zrasla iz cerkvenega središča. Uppsalski nadškof je bil eden najpomembnejših sedežev na Švedskem, odkar se je krščanstvo v 9. stoletju prvič razširilo na to območje. Uppsala je bila tudi dolgo središče regionalne trgovine in je vsebovala naselja, ki segajo globoko v srednji vek. Kot večina srednjeveških univerz je bila Uppsala sprva ustanovljena s papeško bulo. Uppsalsko bulo, ki je univerzi podelila njene korporativne pravice, je leta 1477 izdal papež Sikst IV. in je določila več določb. Med najpomembnejšimi je bila ta, da je univerza uradno dobila enake svoboščine in privilegije kot Univerza v Bologni. To je vključevalo pravico do ustanovitve štirih tradicionalnih fakultet: teologije, prava (kanonično pravo in rimsko pravo), medicine in filozofije, ter do podeljevanja diplom, magisterijev, licenciata in doktoratov. Uppsalski nadškof je bil imenovan tudi za univerzitetnega kanclerja in je bil zadolžen za ohranjanje pravic in privilegijev univerze in njenih članov.

### 16. stoletje: Turbulentni časi
Turbulentno obdobje reformacije kralja Gustava Vase je povzročilo upad že tako relativno neznatnega števila študentov v Uppsali, ki je veljala za središče katolicizma in potencialne nezvestobe kroni. Švedski študenti so običajno potovali na eno od protestantskih univerz v Nemčiji, zlasti v Wittenberg. Obstaja nekaj dokazov o akademskem študiju v Uppsali v 16. stoletju; Teološka fakulteta je omenjena v dokumentu iz leta 1526, kralj Erik XIV. Švedski je leta 1566 imenoval Laurentiusa Petrija Gothusa (kasneje nadškofa) za rektorja univerze, njegov naslednik in brat Ivan III. Švedski pa je v obdobju 1569–1574 imenoval več profesorjev. Konec stoletja so se razmere spremenile in Uppsala je postala trdnjava luteranstva, kar je vojvoda Karel, tretji od sinov Gustava Vase, ki je sčasoma postal kralj (kot Karel IX. Švedski), izkoristil za utrditev svoje moči in sčasoma s prestola odstavil svojega nečaka Sigismunda III. Vaso. Uppsalska sinoda je leta 1593 na Švedskem uveljavila luteransko ortodoksijo, Karel in državni svet pa sta 1. avgusta istega leta univerzi podelila nove privilegije.
Teologija je še vedno imela prednost, vendar je bil v privilegijih iz leta 1593 poudarjen tudi pomen univerze za izobraževanje posvetnih državnih uslužbencev. Tri od sedmih profesorskih kateder, ki so bile ustanovljene, so bile iz teologije; od ostalih štirih so bile tri iz astronomije, fizike (ali splošnih naravoslovnih ved) in latinske zgovornosti. Četrto katedro je dobil Eri Jacob Skinner, ki je bil prav tako imenovan za rektorja, vendar njegova disciplina v listini ni bila omenjena. Od profesorjev jih je več prevzelo Collegium regium Stockolmense v Stockholmu, ki je deloval nekaj let, a se je zaprl leta 1593. Osma katedra za medicino je bila ustanovljena leta 1595, vendar več let ni bila imenovana. Leta 1599 je bilo število študentov približno 150. Leta 1600 je potekala prva podelitev diplom po reformaciji. Istega leta je antikvar in mistik Johannes Bureus oblikoval in vgraviral pečat univerze, ki se danes uporablja kot del logotipa.

### 17. stoletje: Širitev
Srednjeveška univerza je bila predvsem teološka šola. Prizadevanja nastajajoče nove velesile Švedske so zahtevala drugačno vrsto izobraževanja. Švedska je rasla z osvajanji in doživela popolno prenovo svoje upravne strukture. Potrebovala je veliko večji razred javnih uslužbencev in vzgojiteljev kot prej. V tem obdobju so bile v različnih katedralskih mestih ustanovljene tudi pripravljalne šole, gimnazije, zlasti v Västeråsu (prvi) leta 1623. Poleg Uppsale so bile nove univerze ustanovljene tudi v bolj oddaljenih delih Švedskega kraljestva, Univerza v Dorpatu (današnji Tartu) v Estoniji (1632) in Kraljeva akademija v Turkuju na Finskem (1640). Potem ko so bile Danski odvzete skandijske province, je bila leta 1666 ustanovljena Univerza v Lundu.
Pri reformah švedske države v začetku 17. stoletja je imel ključno vlogo dolgoletni kancler Axel Oxenstierna, ki je svoja študentska leta preživel na nemških univerzah in je bil zadnja leta pred smrtjo tudi kancler univerze. Kralj Gustav II. Adolf je pokazal veliko zanimanje za univerzo in je leta 1620 povečal število profesorskih kateder z osem na trinajst, leta 1621 pa ponovno na sedemnajst. Leta 1624 je kralj 'za večno' podaril vso svojo podedovano osebno lastnino v provincah Uppland in Västmanland, približno 300 kmetij, mlinov in drugih virov dohodka. Kraljev nekdanji zasebni učitelj Johan Skytte, ki je leta 1622 postal kancler univerze, je podaril skandijsko katedro za zgovornost in vlado, ki še vedno obstaja. Univerza je dobila stabilno strukturo s svojo ustavo iz leta 1626. Vodja univerze naj bi bil kancler, njegov namestnik pa 'prokancler' (vedno nadškof po uradni dolžnosti). Neposredna oblast je bila v pristojnosti konzistorija, h kateremu so pripadali vsi profesorji univerze, in rector magnificus, ki je bil takrat izvoljen za en semester; slednji položaj je krožil med profesorji, ki so ga včasih zasedali večkrat.
V poznem 16. in zgodnjem 17. stoletju (in morda celo prej) je bila univerza v starem kapiteljskem domu vzporedno z južno stranjo stolnice, ki se je kasneje preimenovala v Academia Carolina. V letih 1622–1625 je bila vzhodno od stolnice zgrajena nova univerzitetna stavba, tako imenovani Gustavianum, poimenovan po vladajočem kralju. V 1630-ih je bilo skupno število študentov približno tisoč.
Kraljica Kristina je bila radodarna do univerze, dajala je štipendije švedskim študentom za študij v tujini in zaposlovala tuje znanstvenike na katedrah v Uppsali, med njimi več z Univerze v Strasbourgu, predvsem filologa Johannesa Schefferusa (profesorja Skytteanusa), čigar majhna knjižnica in muzejska stavba na trgu St. Erikstorg zdaj pripada Kraljevi družbi znanosti v Uppsali. Kraljica, ki je sčasoma v veliki dvorani Uppsalskega gradu izjavila svojo abdikacijo, je univerzo obiskala večkrat; leta 1652 je bila prisotna na anatomski demonstraciji, ki je bila na gradu organizirana za mladega zdravnika Olausa Rudbecka. Rudbeck, eden od več sinov Johannesa Rudbeckiusa, nekdanjega profesorja iz Uppsale, ki je postal škof v Västeråsu, je bil za eno leto poslan na progresivno univerzo v Leidnu na Nizozemskem. Po vrnitvi leta 1654 je prejel asistentsko mesto za medicino in se je že lotil programa za izboljšanje vidikov univerze. Zasadil je prvi botanični vrt, tistega, ki ga je sčasoma skrbel Carl Linnaeus in je danes muzej botanike 18. stoletja pod imenom Linnéträdgården ('Linnaejev vrt'). S pokroviteljstvom univerzitetnega rektorja Magnusa Gabriela De la Gardieja je Rudbeck leta 1660 postal redni profesor, kljub svoji mladosti dva mandata izvoljen za rektorja in začel revizijo del drugih profesorjev ter gradbeni pohod, pri katerem je sam deloval kot arhitekt. Njegovo najpomembnejše ohranjeno arhitekturno delo je anatomsko gledališče, ki je bilo v 1660-ih dodano Gustavianumu in okronano z značilno kupolo, po kateri je stavba danes znana.
Rudbeck, nadarjen znanstvenik, arhitekt in inženir, je bil prevladujoča osebnost univerze v poznem 17. stoletju, ki je postavil temelje za Linnaeusa in druge, vendar je danes morda bolj znan po psevdozgodovinskih špekulacijah o svoji Atlantici, ki so zavzele velik del njegovega poznejšega življenja. Ko je leta 1702 pogorel velik del Uppsale, je Gustavianum, v katerem je bila univerzitetna knjižnica in številni dragoceni rokopisi, ostal nepožgan; lokalno izročilo pravi, da je ostareli Rudbeck stal na strehi in vodil gašenje požara.

### 18. stoletje: Razsvetljenstvo in merkantilizem
Za začetek 18. stoletja je bila še vedno značilna kombinacija luteranske ortodoksije in klasične filologije prejšnjega stoletja, a sčasoma se je razvil večji poudarek na znanosti in praktično uporabnem znanju. Inovativni matematik in fizik Samuel Klingenstierna (1698–1765) je bil leta 1728 imenovan za profesorja, fizik in astronom Anders Celsius leta 1729, Carl Linnaeus pa je bil leta 1741 imenovan za profesorja medicine z botaniko. Univerza ni bila imuna na parlamentarni boj med strankama, znanima kot Klobuki in Kape, pri čemer so prvi dajali prednost trdim znanostim in praktičnemu znanju. Vlada Klobukov, ki je bila takrat na oblasti, je leta 1741 ustanovila katedro za ekonomijo (Œconomia publica) in za svojega prvega profesorja imenovala Andersa Bercha. To je bila prva profesura ekonomije zunaj Nemčije in morda tretja v Evropi (prvi katedri sta bili ustanovljeni na Univerzi Martina Luthra v Halleju in Evropski univerzi Viadrina leta 1727). Leta 1759 je bila po donaciji ustanovljena še ena katedra za ekonomijo, Borgströmova profesura za »praktično ekonomijo«, kar je pomenilo praktično uporabo naravoslovnih znanosti v ekonomske namene (sčasoma se je razvila v katedro za fiziološko botaniko).
Prišlo je do zelo radikalnih poskusov reform, ki niso bile nikoli izvedene, vendar so se zgodile pomembne spremembe. Univerzitetni študij je bil do takrat v svoji celotni organizaciji zelo neformalen, pri čemer je bila univerzalna magisterija filozofije edina, ki se je pogosto podeljevala, in mnogi niso nikoli diplomirali, saj ni bilo nobene diplome, ki bi ustrezala njihovemu predvidenemu področju dela (in dobro povezani aristokratski študenti pogosto niso diplomirali, ker jim ni bilo treba). V letih 1749–1750 je bilo uvedenih nekaj poklicnih diplom za različne namene, vendar radikalen predlog, da bi študente vezali na en sam študijski program, prilagojen določenemu poklicu, ni bil nikoli izveden. Reforme tega obdobja so bile primerjane s tistimi iz 1960-ih in s1970-ih (Sten Lindroth).
Čeprav je po požaru leta 1702 trajalo nekaj časa, sta bila Uppsalska stolnica in grad sčasoma obnovljena, oba pa je delo Carla Hårlemana, morda najpomembnejšega švedskega arhitekta tistega časa. Preuredil je tudi Gustavianum, zasnoval nov zimski vrt za Linnéjev botanični vrt in zgradil novo konzistorij, ki naj bi bil upravno jedro univerze.
Druga veličastna kraljeva donacija je bil velik baročni grajski vrt, ki ga je Gustav III. Švedski podaril univerzi, ko je bilo očitno, da stari botanični vrt ni zadosten. Velik nov zimski vrt je zgradil arhitekt Louis Jean Desprez. Od takrat so dodali še dodatna zemljišča ob baročnem vrtu. Stari vrt Rudbecka in Linnéja je bil večinoma prepuščen propadanju, vendar je bil v letih med 1918 in 1923 rekonstruiran po Linnéjevih specifikacijah v njegovem delu Hortus Upsaliensis iz leta 1745.

### Ženske na univerzi
Vprašanje pravice žensk do študija na univerzah je bilo izpostavljeno na zadnjem zasedanju stanovskega parlamenta leta 1865 na predlog Carla Johana Svenséna, člana kmečkega stanu. Sprejem je bil mešan, najbolj negativna stališča pa so prihajala od duhovščine. V naslednjih letih se je o tem vprašanju na univerzah še naprej razpravljalo. Leta 1870 je bilo odločeno, da se ženskam dovoli opravljati srednješolski izpit (studentexamen), ki je dajal pravico do vpisa na univerze ter pravico do študija in dokončanja diplom na medicinskih fakultetah v Uppsali in Lundu ter na Karolinskem inštitutu v Stockholmu. Splošno mnenje je bilo, da bosta ženska občutljivost in sočutje ženskam omogočili delo kot zdravnice, vendar je bila njihova pravica do dela še vedno omejena na zasebno prakso. Pravica žensk do visokošolskega izobraževanja je bila razširjena leta 1873, ko so bile ženske deležne dostopa do vseh diplom, razen tistih na teoloških fakultetah in licence iz prava.
Prva študentka na Švedskem je bila Betty Pettersson (1838–1885), ki je že več let delala kot zasebna učiteljica, ko je leta 1871 opravljala »studentski izpit«. Z kraljevim dovoljenjem ji je bilo leta 1872 dovoljeno vpisati se na univerzo v Uppsali, leto preden je študij na filozofski fakulteti dejansko postal splošno dostopen ženskam. Študirala je sodobne evropske jezike in bila prva ženska na Švedskem, ki je zaključila akademsko izobrazbo, ko je leta 1875 končala filmski kandid. Postala je prva ženska, zaposlena kot učiteljica v javni šoli za fante. Prva ženska na Švedskem, ki je zaključila doktorat, je bila Ellen Fries (1855–1900), ki se je leta 1877 vpisala na univerzo v Uppsali in leta 1883 doktorirala iz zgodovine. Med drugimi študentkami iz tega obdobja je tudi Lydia Wahlström (1869–1954), ki je kasneje postala znana pedagoginja, aktivistka in pisateljica o emancipaciji žensk in volilni pravici. Leta 1900 je zagovarjala disertacijo iz zgodovine in postala druga ženska, ki je doktorirala na švedski univerzi. Leta 1892 je ustanovila Združenje študentk Uppsala, ki je organiziralo spex predstave in druge dejavnosti, v katerih so uživali moški študenti, ženske pa so bile takrat izključene. Članice združenja so bile prve ženske, ki so v javnosti nosile študentske kape, kar je bil pomemben znak njihovega statusa. Elsa Eschelsson (1861–1911) je bila prva Švedinja, ki je diplomirala iz prava, in prva, ki je postala docentka, vendar ji ni bilo dovoljeno opravljati niti položaja vršilke dolžnosti profesorice, čeprav je bila za to formalno usposobljena v vsem razen v svojem spolu. Po letih konfliktov s profesorjem civilnega prava A. O. Winrothom, ki je napisal članek o Om tjenstehjonsförhållandet in z univerzitetnim odborom je leta 1911 umrla zaradi prevelikega odmerka uspavalnega praška.
Po ustavi iz leta 1809 so bili lahko na višje položaje v javnih uslužbencih, vključno s profesorskimi nazivi, imenovani le 'domači švedski moški'. To se je spremenilo leta 1925, prva ženska, ki je zasedala profesorsko mesto na Univerzi v Uppsali, pa je bila Gerd Enequist, ki je bila leta 1949 imenovana za profesorico humanistične geografije.
Hildegard Björck, ki je študirala na univerzi, je postala prva Švedinja z akademsko izobrazbo.

## Administracija in organizacija

### Centralna administracija
Upravni odbor univerze je konzistorij, v katerem so predstavniki fakultet, pa tudi člani, ki zastopajo študente in neakademske zaposlene (trije profesorji in trije študenti), ter deset zunanjih sodelavcev univerze, ki jih imenuje švedska vlada. Vsi ti člani konzistorija imajo v konzistoriju pravico glasovanja.
Tudi sindikati, ki delujejo na univerzi, imajo v konzistoriju tri predstavnike; ti člani imajo pravico do govora, nimajo pa pravice glasovanja.
Od zadnje reorganizacije leta 1999 ima univerza ločen organ, imenovan akademski senat, ki je širša, a večinoma svetovalna skupina, ki zastopa učitelje/raziskovalce in študente. Izvršni direktor univerze je rektor magnificus, njegov namestnik pa je prorektor. Od leta 1999 so tudi trije prorektorji, od katerih vsak vodi eno od treh »disciplinarnih področij« (umetnost in družboslovje, medicina in farmacija ter znanost in tehnologija), na katera je razdeljenih devet fakultet. Vsaka fakulteta ima fakultetni odbor, ki ga vodi dekan (dekanus). Delovno mesto dekana opravlja profesor fakultete s krajšim delovnim časom.

### Fakultete
Z delitvijo fakultet in dodatkom prej neodvisne farmacevtske fakultete kot nove fakultete se je tradicionalna organizacija evropskih univerz s štirimi fakultetami razvila v sedanjih devet fakultet. Disciplinarna področja in njihove fakultete so prikazane spodaj.

#### Disciplinarno področje umetnosti in družboslovja
- Filozofska fakulteta
- Fakulteta za družbene vede
- Fakulteta za jezike
- Teološka fakulteta
- Pravna fakulteta (Juridiska fakulteten) je najstarejša pravna fakulteta v nordijskih državah in je obstajala pred ustanovitvijo univerze leta 1477. Dejavnosti fakultete vključujejo širok spekter raziskovalnih področij in specializacij. Ta fakulteta ima en oddelek: Oddelek za pravo.[14]
- Fakulteta za pedagoške vede (prej Oddelek za izobraževanje, leta 2002 povzdignjena v samostojno fakulteto)

#### Disciplinarno področje medicine in farmacije
- Medicinska fakulteta
- Fakulteta za farmacijo, prvotno neodvisen 'kraljevi inštitut' v Stockholmu, ki je bil med letoma 1968 in 1972 preseljen v Uppsalo in vključen v univerzo.

#### Disciplinarno področje znanosti in tehnologije
- Fakulteta za znanost in tehnologijo: Inženirski programi se od leta 1982 tržijo kot Uppsalska šola za inženirstvo (Uppsala Tekniska Högskola). Vendar to ni bila nikoli ločena institucija. Še vedno je le enota znotraj Fakultete za znanost in tehnologijo, uporaba izraza pa je bila po preimenovanju Fakultete za matematiko in naravoslovje v 1990-ih postopoma opuščena.

#### Drugo
Univerza v Uppsali gosti tudi Forum za južnoazijske študije, skupni akademski projekt njenih šestih fakultet: Teologije, Prava, Zgodovine in filozofije, Družboslovja, Jezikoslovja in Pedagoških ved. Forum si prizadeva olajšati in spodbujati raziskave in izobraževanje, povezane z južnoazijskimi državami: Indijo, Pakistanom, Šrilanko, Nepalom, Bangladešem, Maldivi in Afganistanom, na nacionalni in mednarodni ravni, direktor foruma pa je Ferdinando Sardella s Teološke fakultete.

### Univerzitetna knjižnica
Univerzitetna knjižnica hrani približno 5,25 milijona zvezkov knjig in periodičnih publikacij (131.293 metrov polic), 61.959 rokopisov, 7133 notnih odtisov ter 345.734 zemljevidov in drugih grafičnih dokumentov. Zbirka rokopisov in not med drugim vključuje gotski biblijski rokopis Codex Argenteus.
Najbolj prepoznavna stavba univerzitetne knjižnice je Carolina Rediviva, tako poimenovana po Academia Carolina (glej ilustracijo), v kateri je bila univerzitetna knjižnica od najzgodnejših časov do leta 1691, ko so jo preselili v zgornje nadstropje Gustavianuma, kjer je čudežno preživela veliki mestni požar leta 1702. Sredi 18. stoletja so obstajali načrti, da bi jo preselili nazaj v Academia Carolina ali pa na isto mesto zgradili novo stavbo. Stavba je bila porušena leta 1778, da bi naredili prostor za novo knjižnico, vendar ta ni bila nikoli zgrajena, območje ob stolnici, kjer je stala, pa je danes travnik. Sedanja Carolina Rediviva je bila zgrajena na drugem mestu in dokončana leta 1841.
Sedanji univerzitetni knjižnični sistem obsega 19 podružnic, vključno s tisto v stavbi Carolina.

### Univerzitetna bolnišnica Uppsala
Akademsko bolnišnico Uppsala ali Akademiska sjukhuset, ki deluje kot učna bolnišnica za Medicinsko fakulteto in Šolo za zdravstvene nege, upravlja okrožni svet Uppsala v sodelovanju z univerzo. Leta 2003 je imela bolnišnica 7719 zaposlenih, leta 2004 pa 1079 mest za paciente.
Univerzitetna bolnišnica je pravzaprav starejša od univerze, saj sega v čas najstarejše bolnišnice, ustanovljene v Uppsali leta 1302 in veliko kasneje združene z univerzitetno kliniko. Ta je bila v uporabi 400 let, vse do velikega požara leta 1702, ki je uničil velik del osrednje Uppsale. Na njenem mestu je bila zgrajena nova bolnišnica, ki je kasneje postala okrožna bolnišnica Uppsala, vendar je bila leta 1811 preseljena iz mesta.
Prva klinika s posebnim namenom olajšanja praktičnega izobraževanja študentov medicine je bila Nosocomium Academicum, ustanovljena leta 1708 in je bila v palači Oxenstierna na Riddartorgetu poleg stolnice. Stavba (nekdanja rezidenca predsednika kraljeve kanclerke Bengta Gabrielssona Oxenstierna) danes gosti Pravno fakulteto.
Sedanja Akademiska sjukhuset je bila ustanovljena leta 1850 kot organizacijska združitev okrajne bolnišnice in univerzitetne klinike, nova stavba pa je bila odprta leta 1867 na hribu pod Uppsalskim gradom na jugovzhodu. Iz te stavbe, ki je še vedno v uporabi, je zrasel sedanji bolnišnični kompleks.

### Laboratorij Svedberg
Laboratorij Svedberg (poimenovan po Theodorju Svedbergu) je univerzitetni objekt, ki vsebuje ciklotron Gustafa Wernerja, ki se uporablja za raziskave in protonsko terapijo za zdravljenje raka v tesnem sodelovanju z onkološko kliniko Univerzitetne bolnišnice Uppsala. Takšen pospeševalnik in njegovi portali stanejo med 60 in 100 milijoni dolarjev, zaradi česar je Univerzitetna bolnišnica Uppsala eden od približno 40 centrov na svetu, ki zagotavljajo takšno zdravljenje raka.

## Rangiranje
Univerza v Uppsali je ena najvidnejših univerz na Švedskem in jo številne agencije za ocenjevanje pogosto uvrščajo med 100 najboljših univerz na svetu. Na primer, že več kot deset let se uvršča med 80 najboljših univerz na svetu v akademski lestvici svetovnih univerz.
Revija Times Higher Education je Uppsalo leta 2023 uvrstila na 101.–125. mesto najuglednejše univerze na svetu in leta 2023 na 68. mesto najbolj mednarodne univerze na svetu.

## Pomembne osebe
Univerza v Uppsali je povezana z 8 dobitniki Nobelove nagrade, in številnimi kraljevimi družinami, akademiki in javnimi osebnostmi.
Kot prevladujoča akademska ustanova na Švedskem že več stoletij je Univerza v Uppsali od svojega prvega obdobja širitve v začetku 17. stoletja izobraževala velik delež švedskih politikov in javnih uslužbencev. Med njimi so bili kancler kraljestva (rikskansler) Johan Oxenstierna (1611–1657) in vrhovni sodnik (riksdrots) Magnus Gabriel De la Gardie (1622–1686) do prvega socialdemokratskega predsednika vlade Švedske, Hjalmarja Brantinga (1860–1925). Drugi alumni so Dag Hammarskjöld (1905–1961), generalni sekretar Združenih narodov, ki je leta 1961 (poshumno) prejel Nobelovo nagrado za mir, in švedski diplomat Hans Blix (rojen leta 1928), ki je bil vodja Mednarodne agencije za atomsko energijo (1981–1997), UNMOVIC (2000–2003) in pred tem švedski minister za zunanje zadeve (1978–1979). Hammarskjöld in Blix sta oba diplomirala na Pravni fakulteti v Uppsali, prav tako švedska ministrica za zunanje zadeve Anna Lindh, ki je bila umorjena leta 2003.
Večina švedskih duhovnikov, vključno z večino škofov in nadškofov, se je izobraževala na tej univerzi, med njimi tudi v novejšem času Nathan Söderblom (1866–1931), profesor zgodovine religij na Teološki fakulteti, kasneje nadškof Uppsale, ki je leta 1930 prejel Nobelovo nagrado za mir za svoje delo kot vodja ekumenskega gibanja.
Univerza je v 18. stoletju postala pomembna v znanosti z imeni, kot sta zdravnik in botanik Carl Linnaeus (1707–1778), oče biološke in mineraloške taksonomije, ter njegovimi številnimi pomembnimi učenci, fizikom in astronomom Andersom Celsiusom (1701–1744), izumiteljem Celzijeve lestvice, predhodnice Celzijeve lestvice, in kemikom Torbernom Bergmanom (1735–1784). Drug znanstvenik iz tega obdobja je Emanuel Swedenborg (1688–1772), ki se ga danes bolj spominjamo kot verskega mistika. Univerza je igrala pomembno vlogo v švedski kmetijski revoluciji 18. stoletja; Jacob Faggot, pobudnik reform, je študiral na Uppsali. Uppsalski znanstveniki so v tem obdobju ali kasneje odkrili več elementov. Jöns Jakob Berzelius, eden od očetov moderne kemije, je leta 1804 v Uppsali doktoriral iz medicine, kasneje pa se je preselil v Stockholm. Med uppsalskimi znanstveniki 19. stoletja je fizik Anders Jonas Ångström (1814–1874). V 20. stoletju je bilo več Nobelovih nagrajencev za znanost alumnov ali profesorjev na univerzi v Uppsali.
V Uppsali je študiralo veliko znanih švedskih pisateljev: Georg Stiernhielm (1598–1672) se pogosto imenuje oče švedske poezije. Pesnik in skladatelj pesmi Carl Michael Bellman (1740–1795), nedvomno najbolj priljubljen in najbolje pomnjen švedski pesnik 18. stoletja, se je vpisal na univerzo, a jo je po manj kot enem letu zapustil. Pisatelj, zgodovinar in skladatelj Erik Gustaf Geijer (1783–1847), profesor zgodovine, in pesnik Per Daniel Amadeus Atterbom (1790–1855), profesor poezije, sta bili glavni osebnosti švedskega romantizma v začetku 19. stoletja. Manj srečne izkušnje študentskega življenja romanopisca in dramatika Augusta Strindberga (1849–1912) v Uppsali so privedle do njegove zbirke kratkih zgodb Från Fjärdingen och Svartbäcken (1877), ki se dogaja v Uppsali (»Iz Fjärdingena in Svartbäckena«, naslov se nanaša na dve okrožji v Uppsali). Drugi alumni Uppsale so pesnik Erik Axel Karlfeldt (1864–1931), ki je leta 1918 zavrnil Nobelovo nagrado za književnost, a jo je posmrtno prejel leta 1931, romanopisec in dramatik Pär Lagerkvist (1891–1974), Nobelov nagrajenec leta 1951, in pesnica ter romanopiska Karin Boye (1900–1941), po kateri je poimenovana ena od podružnic univerzitetne knjižnice. Komunistični voditelj Ture Nerman (1886–1969) je napisal roman z naslovom Olympen, ki temelji na njegovih študentskih izkušnjah v Uppsali.